# Smartphone robusto

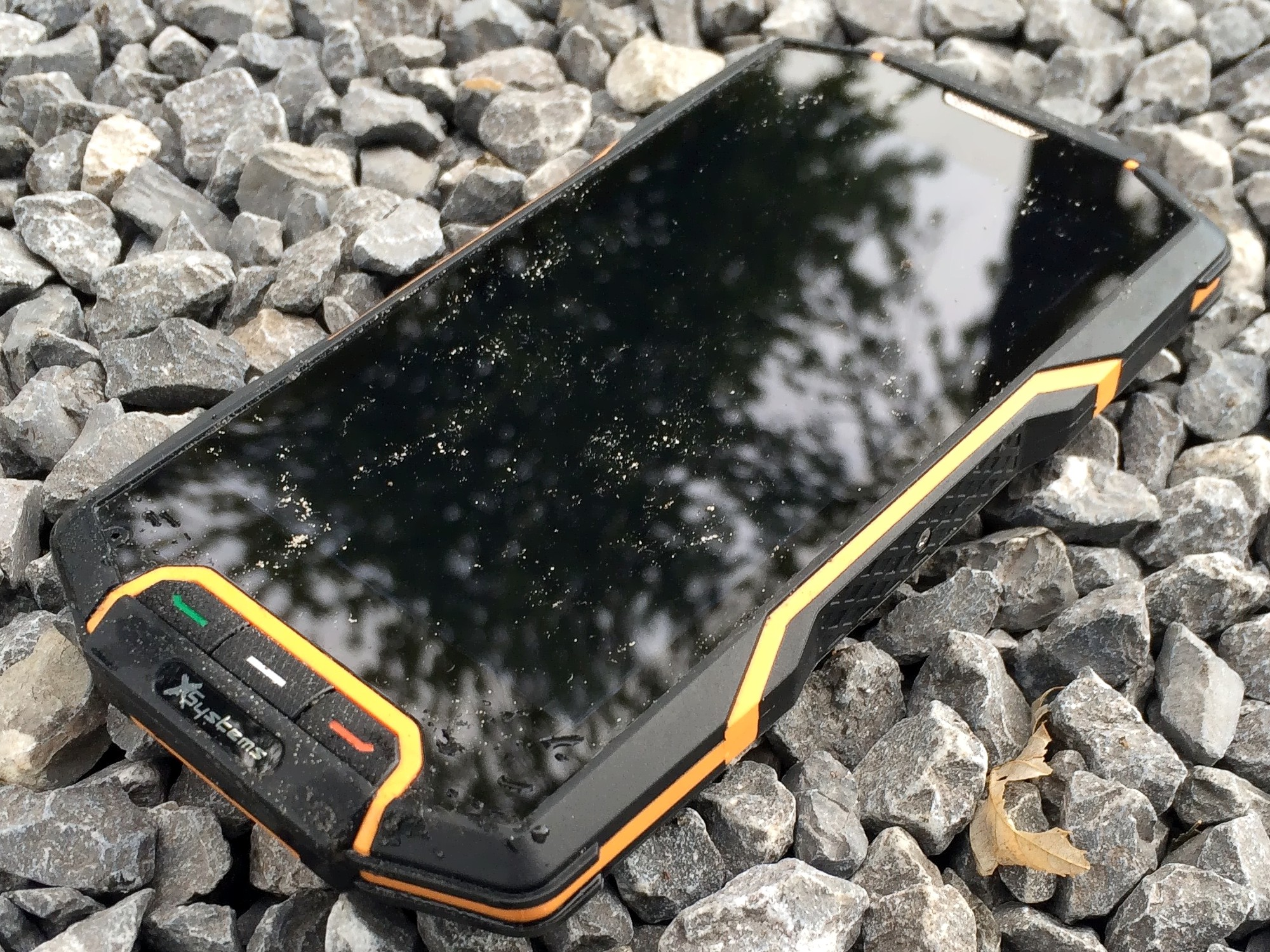
Smartphone robusto

Um smartphone robusto é um termo utilizado para se referir a um smartphone que foi fabricado para ser resistente e potente, tanto quanto ao software como quanto ao hardware.
Esse tipo de smartphone é reconhecido visualmente por seu formato grosso e avantajado. É indicado para gamers, streamers ou para quem trabalha online (Home Office).

## Características
- Bateria de longa duração
- Waterproof (proteção contra água)[5]
- Dustproof (proteção contra poeira)[5]
- Dropproof (proteção contra quedas)[5][6][7]